# Diplacus longiflorus
Diplacus longiflorus är en gyckelblomsväxtart som beskrevs av Thomas Nuttall. Diplacus longiflorus ingår i släktet Diplacus och familjen gyckelblomsväxter. Inga underarter finns listade i Catalogue of Life.